# 亚历山大·涅夫斯基教堂 (哥本哈根)
亚历山大·涅夫斯基教堂（Alexander Nevsky Church）是丹麦首都哥本哈根唯一的俄罗斯正教会教堂 该堂由俄国政府建于1881-1883年，沙皇亚历山大三世提供了建堂资金，他在1866年11月9日与丹麦公主玛丽·苏菲·弗雷德里卡·达格玛结婚，即皇后玛丽亚·费奥多罗芙娜。该堂供奉俄罗斯主保圣人亚历山大·涅夫斯基。
1883年9月，圣彼得堡神学院院长Janysev来到哥本哈根，为该堂祝圣，由该堂神父和圣彼得堡亚历山大·涅夫斯基修道院的一位修士协助。丹麦、俄国和希腊王室代表出席了仪式。